# Budd Schulberg
Budd Schulberg  (ur. 27 marca 1914 w Nowym Jorku, zm. 5 sierpnia 2009 tamże) – amerykański scenarzysta filmowy, nagrodzony Oscarem za film Na nabrzeżach (1954) Elii Kazana.

## Filmografia
- Żadnych świętości (Nothing Sacred, 1937)
- 7 grudnia (December 7th, 1943)
- Guwernantka  (Government Girl, 1944)
- Nuremberg (1946)
- The Philco Television Playhouse (1948-1955)
- Pulitzer Prize Playhouse (1950-1952)
- Na nabrzeżach (On the Waterfront, 1954)
- Twarz w tłumie (A Face in the Crowd, 1957)
- Wiatr nad Everglades (Wind Across the Everglades, 1958)
- Sunday Showcase  (1959-1960)
- Sprawa honoru (A Question of Honor, 1982)
- Tales from the Hollywood Hills: A Table at Ciro's  (1987)